# Entente Florale Europe

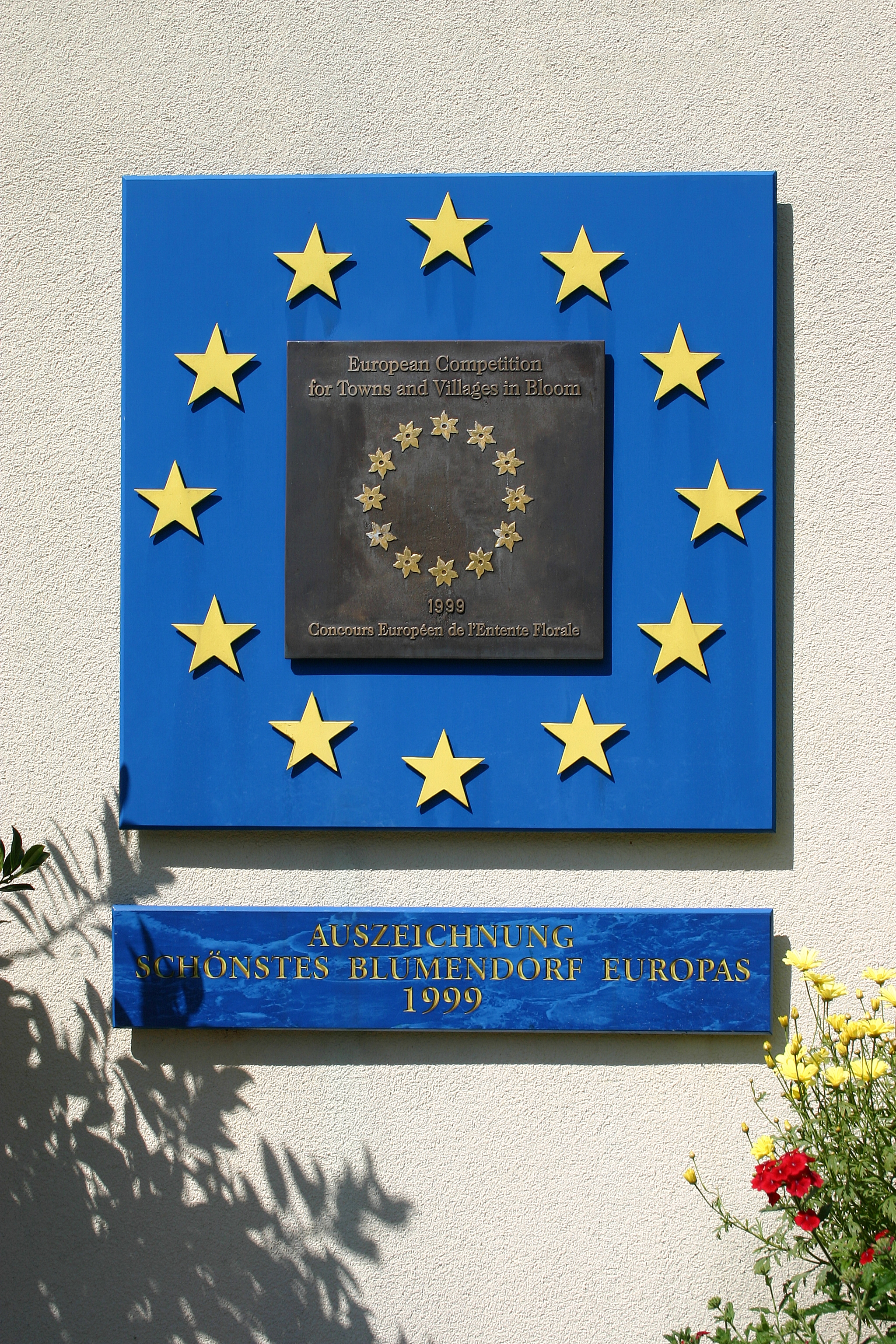
Auszeichnung des Wettbewerbs Entente Florale für Bad Schönau

Die Entente Florale Europe (frz. für Blumiges Einvernehmen) ist ein europaweiter Wettbewerb, der die Bürger in Städten, Gemeinden und Dörfern dazu anhalten will, die Wohn- und Lebensqualität zu erhöhen. Aus dem ursprünglichen Pflanzen- und Blumenwettbewerb hat sich inzwischen ein Wettbewerb entwickelt, der im Kriterienkatalog wesentlich mehr Anforderungen an die Bewerber stellt als eine rein optische Ortsbildverschönerung. 1977 als britisch-französische Initiative gegründet, nehmen mittlerweile zwölf europäische Staaten teil.

## Teilnehmerstaaten
Die zwölf teilnehmenden europäischen Staaten:
- Belgien
- Deutschland
- Vereinigtes Königreich
- Frankreich
- Irland
- Italien
- Kroatien
- Niederlande
- Österreich
- Slowenien
- Tschechien
- Ungarn

Die Teilnehmer sind zumeist die Gewinner nationaler Wettbewerbe. In Deutschland sind dies Unsere Stadt blüht auf und Unser Dorf hat Zukunft. In Großbritannien erfolgt die Vorauswahl durch Britain in Bloom, in Irland durch Tidy Towns, in Frankreich durch den Conseil national des villes et villages fleuris (CNVVF) und in Österreich durch das Blumenbüro Österreich.
Träger des deutschen Bundeswettbewerbs sind der Zentralverband Gartenbau (bis 2014), der Deutsche Städtetag, der Deutsche Städte- und Gemeindebund, sowie der Deutsche Tourismusverband.

## Deutsche Preisträger des Wettbewerbs seit 1996
Der nationale Wettbewerb Entente Florale „Gemeinsam aufblühen“ war bis einschließlich 2014 der bundesweite Vorentscheid für die Teilnahme des deutschen Vertreters in der Kategorie „Stadt“ am europäischen Wettbewerb. Eine nominierte „Gold-Kommune“ wird bei der Preisverleihung des nationalen Wettbewerbs nominiert und präsentiert sich im darauffolgenden Jahr auf europäischer Ebene.
| Jahr | Kategorie Stadt | Kategorie Stadt   | Kategorie Dorf | Kategorie Dorf    |
| Jahr | Preis           | Preisträger       | Preis          | Preisträger       |
| ---- | --------------- | ----------------- | -------------- | ----------------- |
| 2024 |                 |                   | Gold           | Meinheim          |
| 2022 |                 | –                 | Silber         | Bollstedt         |
| 2019 | Gold            | Bad Saulgau       | Silber         | Weyer             |
| 2018 | Gold            | Papenburg         | Gold           | Vrees             |
| 2017 |                 | –                 | Gold           | Duchroth          |
| 2016 | Silber          | Wangerland        | –              |                   |
| 2015 | Gold            | Rheinfelden       | Silber         | Wieden            |
| 2014 | Gold            | Kitzingen         | Gold           | Sommerach         |
| 2013 | Gold            | Dresden           | Silber         | Kirchbach         |
| 2012 |                 | –                 | Silber         | Dötlingen         |
| 2011 | Gold            | Bad Langensalza   | Silber         | Wiesenburg/Mark   |
| 2010 | Gold            | Westerstede       | Silber         | Banzkow           |
| 2009 | Gold            | Weimar            | Silber         | Rieth             |
| 2008 | Gold            | Düsseldorf        | Silber         | Rehringhausen     |
| 2007 | Gold            | Münster           | Gold           | Gersbach          |
| 2006 | Gold            | Kiel              | Silber         | Brokeloh          |
| 2005 | Gold            | Potsdam           | Gold           | Bertsdorf-Hörnitz |
| 2004 | Gold            | Bad Kissingen     | Gold           | Nußdorf am Inn    |
| 2003 | Gold            | Bad Säckingen     | Silber         | Neuenweg          |
| 2002 | Silber          | Celle             | Gold           | Päse              |
| 2001 | Silber          | Luckau            | Gold           | Obercunnersdorf   |
| 2000 | Gold            | Heilbronn         | Silber         | Immenstaad        |
| 1999 | Gold            | Fulda             | Silber         | Schweickershausen |
| 1998 | Silber          | Rheda-Wiedenbrück | Gold           | Bruchhausen       |
| 1997 | Gold            | Augsburg          | Gold           | Horsdorf          |
| 1996 | Silber          | Duderstadt        | Silber         | Rambach           |

Die deutschen Teilnehmer 1994 (Strümpfelbach, Bürchau) und 1995 (Grevenbroich, Veldenz) errangen keine Medaillen, sondern Ehrenurkunden.

## Österreichische Preisträger der Entente Florale seit 1979

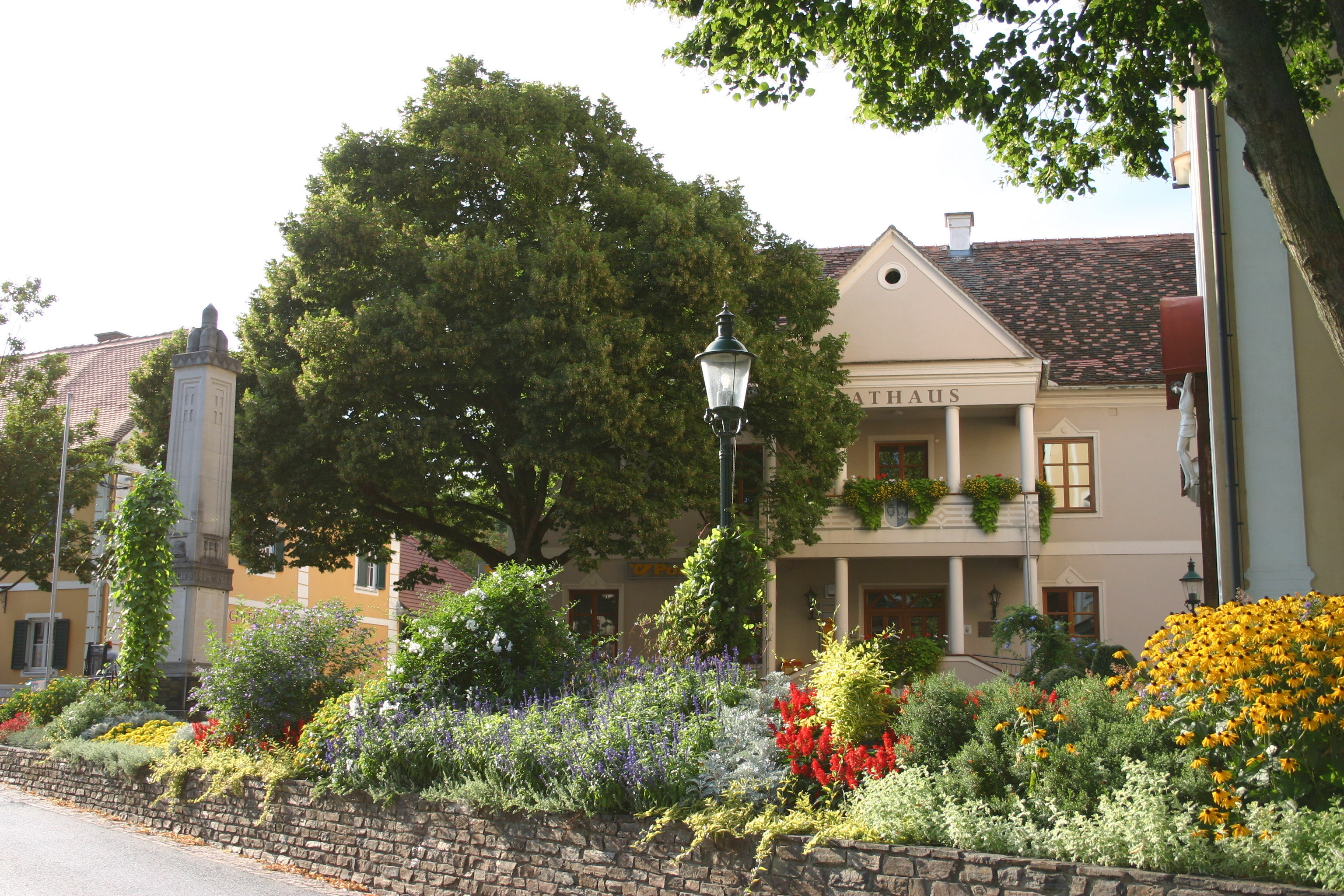
Österreich-Preisträger 2003: Bad Waltersdorf

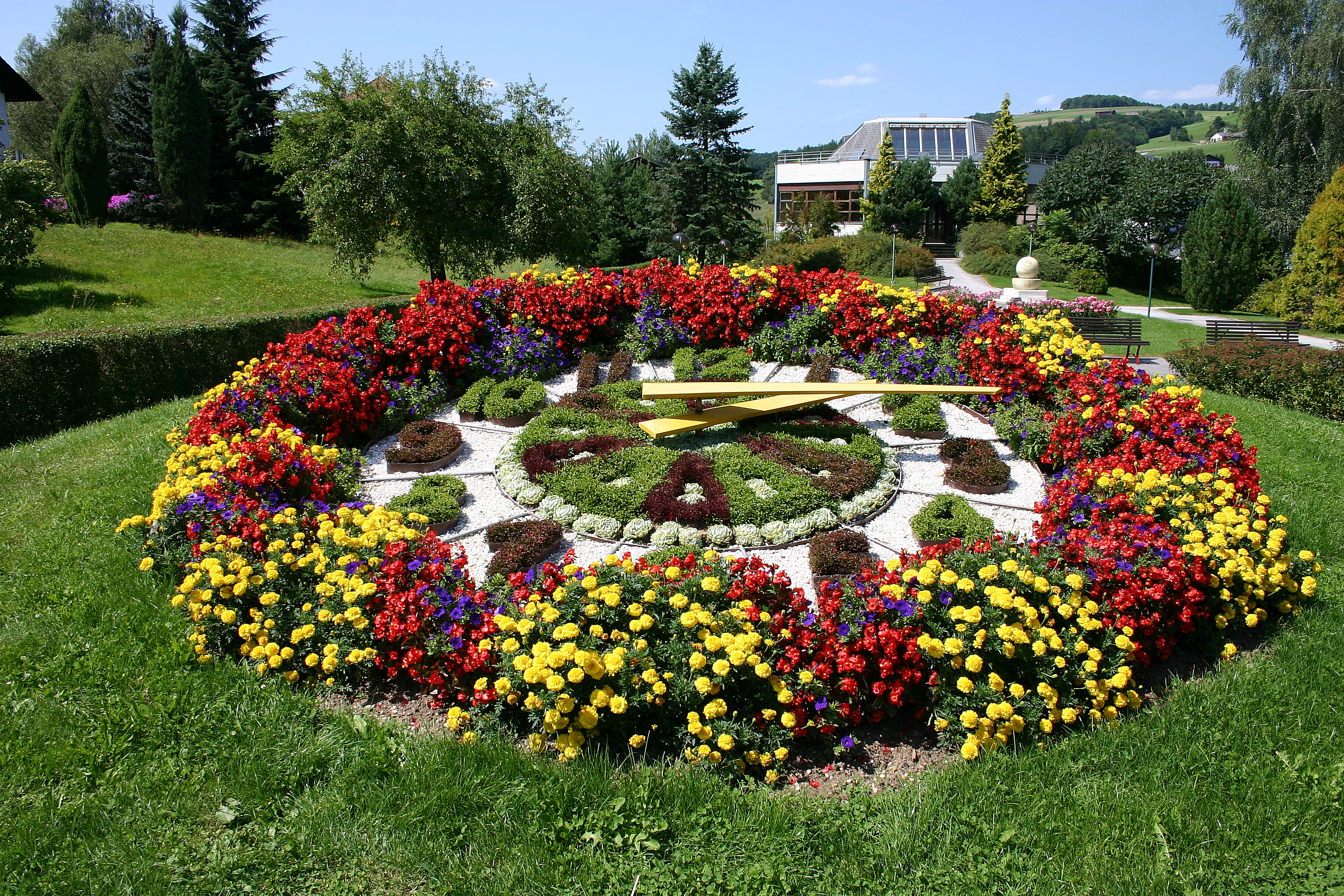
Österreich-Preisträger 1999: Bad Schönau

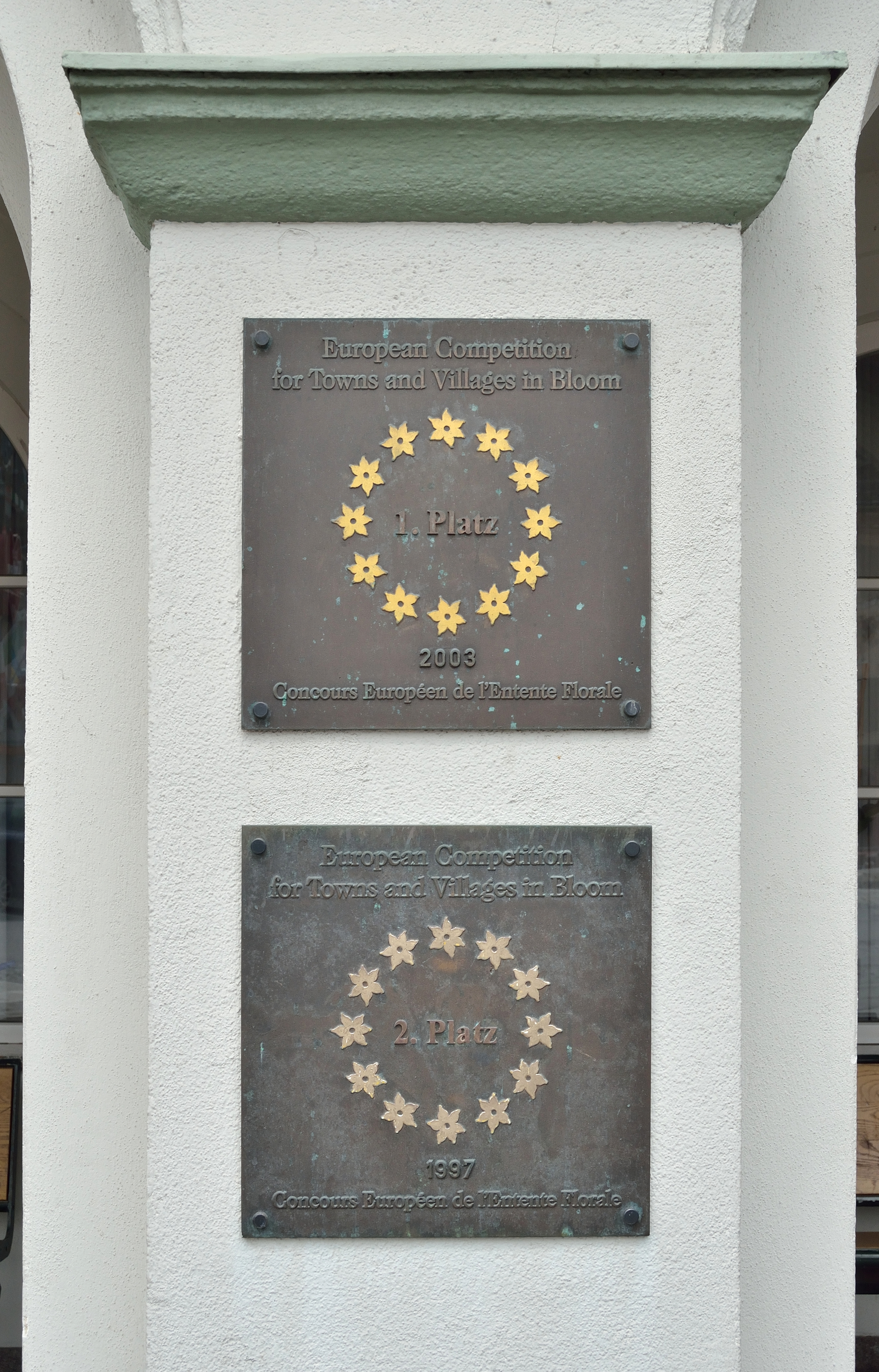
Österreich-Preisträger 2003 und 1997: Kindberg

| Jahr | Kategorie Dorf | Kategorie Dorf             | Kategorie Dorf | Kategorie Stadt    | Kategorie Stadt                   | Kategorie Stadt    |
| Jahr | Preis          | Preisträger                | Land           | Preis              | Preisträger                       | Land               |
| ---- | -------------- | -------------------------- | -------------- | ------------------ | --------------------------------- | ------------------ |
| 2019 |                | Pusterwald                 | St             |                    | Leobersdorf                       | NÖ                 |
| 2018 | Silber         | Dienten am Hochkönig       | S              |                    |                                   |                    |
| 2017 | Gold           | St. Anton am Arlberg       | T              | Gold               | Schwaz                            | T                  |
| 2016 |                |                            |                | Gold               | Bad Ischl                         | OÖ                 |
| 2015 |                | –                          |                | Gold               | Mödling                           | NÖ                 |
| 2014 | Gold           | Haus                       | St             |                    | –                                 |                    |
| 2013 | Gold           | Söll                       | T              | Silber             | Kufstein                          | T                  |
| 2012 | Gold           | Gamlitz                    | St             | Silber             | Fürstenfeld                       | St                 |
| 2011 | Gold           | Rennweg am Katschberg      | K              | Silber             | Neusiedl am See                   | B                  |
| 2010 | Silber         | Reichenau an der Rax       | NÖ             | Silber             | Kirchschlag in der Buckligen Welt | NÖ                 |
| 2009 | Gold           | Mooskirchen                | St             | Silber             | Deutschlandsberg                  | St                 |
| 2008 | Silber         | Hanfthal                   | NÖ             | Gold               | Tulln                             | NÖ                 |
| 2007 | Gold           | Donnersbach                | St             | keine Auszeichnung | keine Auszeichnung                | keine Auszeichnung |
| 2006 | Gold           | Virgen                     | T              | Gold               | Lienz                             | T                  |
| 2005 | Gold           | Hornsburg                  | NÖ             | Gold               | Baden bei Wien                    | NÖ                 |
| 2004 | Gold           | Lech am Arlberg            | V              | Gold               | Donaustadt                        | W                  |
| 2003 | Gold           | Bad Waltersdorf            | St             | Gold               | Kindberg                          | St                 |
| 2002 | Bronze         | Antau                      | B              | Gold               | Pinkafeld                         | B                  |
| 2001 | Silber         | Theißenegg                 | K              | Gold               | Tulln                             | NÖ                 |
| 2000 | Silber         | Sankt Peter im Sulmtal     | St             | Gold               | Frohnleiten                       | St                 |
| 1999 | Gold           | Bad Schönau                | NÖ             | Silber             | St. Veit in Defereggen            | T                  |
| 1998 | Gold           | Westendorf                 | T              | Silber             | Kitzbühel                         | T                  |
| 1997 | Silber         | Ligist                     | St             | Silber             | Kindberg                          | St                 |
| 1996 | Gold           | Hard                       | V              | Silber             | Bregenz                           | V                  |
| 1995 | Gold           | Gamlitz                    | St             | Silber             | Köflach                           | St                 |
| 1994 | –              | Reichenau an der Rax       | NÖ             |                    |                                   |                    |
| 1993 | –              | Alpbach                    | T              |                    |                                   |                    |
| 1992 | –              | Sankt Jakob im Walde       | St             |                    |                                   |                    |
| 1991 | –              | Steinfurt                  | B              |                    |                                   |                    |
| 1990 | –              | Sankt Kathrein am Offenegg | St             |                    |                                   |                    |
| 1989 | –              | Höflein                    | NÖ             |                    |                                   |                    |
| 1988 | –              | Vandans                    | V              |                    |                                   |                    |
| 1987 | –              | Pottenbrunn                | NÖ             |                    |                                   |                    |
| 1986 | –              | Pöllauberg                 | St             |                    |                                   |                    |
| 1985 | –              | Terfens                    | T              |                    |                                   |                    |
| 1984 | –              | Mönichwald                 | St             |                    |                                   |                    |
| 1981 | –              | Wenigzell                  | St             |                    |                                   |                    |
| 1979 | –              | Reith im Alpbachtal        | T              |                    |                                   |                    |